# Anne Cools
Pour les articles homonymes, voir Cools (homonymie).
Anne Clare Cools, née le 12 août 1943, est une sénatrice canadienne. Née à la Barbade, elle fut la première personne noire nommée à la chambre haute du parlement canadien.

## Biographie
Sa famille immigre au Canada en 1957, alors que Cools a 14 ans, et s'établit à Montréal. Étudiante à l'université McGill pour devenir travailleuse sociale dans les années 1960, elle s'impliqua dans la politique de campus radicale. En 1969, elle participe à une grève d'occupation de dix jours à l'université Sir George Williams (aujourd'hui l'université Concordia), manifestant contre des allégations de racisme à l'institution. L'action se solde par la destruction de matériel informatique pour un montant de deux millions de dollars. Bien qu'elle ne soit pas accusée de vandalisme elle-même, elle est condamnée à quatre mois d'incarcération pour avoir participé à l'occupation.
En 1974, Cools déménage à Toronto où elle fonde l'une des premières maisons d'accueil pour femmes battues au Canada, Women in Transition Inc., qu'elle dirige.
Elle cherche par deux fois à se faire élire à la Chambre des communes du Canada sous la bannière du Parti libéral du Canada : elle est battue aux élections de 1979 et 1980 dans la circonscription torontoise de Rosedale par le candidat progressiste-conservateur David Crombie. À sa deuxième tentative, elle perd avec moins de 2 000 voix d'écart.
En 1984, elle est nommée au Sénat du Canada par le premier ministre Pierre Trudeau. Dans les années 1990, Cools devient une conservatrice de plus en plus vocale, surtout sur des questions sociales comme les droits des pères, le divorce et les valeurs familiales, ce qui lui vaut des accusations d'anti-féminisme de la part de ses critiques. Elle devient également de plus en plus critique à l'égard des gouvernements libéraux de Jean Chrétien et Paul Martin, ainsi que du mariage homosexuel. Le 8 juin 2004, elle annonce qu'elle quitte son parti pour se joindre au Parti conservateur du Canada.
Cools critique ouvertement Paul Martin après l'adoption d'une motion de non-confiance envers son gouvernement en 2005. Elle demande ouvertement qu'il démissionne plutôt que de dissoudre le Parlement, affirmant que la motion de non-confiance exprimait la non-confiance envers le premier ministre, et non directement envers le gouvernement. Au lieu de déclencher des élections générales, Cools affirme que Martin aurait dû démissionner.
Elle s'est désignée représentante de la division sénatoriale de Toronto-Centre-York.